# اينارسا
اينارسا ، اسم الشركة بالكامل شركة الطاقة الأرجنتينية العامة المحدودة ، هي شركة مملوكة للدولة في الأرجنتين . تعمل في مجال النفط والغاز الطبيعي ، وإنتاج وتصنيع ونقل الكهرباء .